# Oumar Bikimo
Oumar Bikimo, né en 1960 à Faya-Largeau, est un général de l'armée tchadienne.

## Biographie
Il étudie aux États-Unis de 1982 à 1986, de 1992 à 1994 et de 2003 à 2004.
De 1982 à 1985, il est Chef de service administratif de la garde présidentielle. De 1986 à 1987, il est Officier chargé de la logistique et de la gestion administrative de la zone opérationnelle du Tibesti. De 1988 à 1990 il est Officier chargé de mission à la présidence de la République. De 1991 à 1996 il est Contrôleur chargé de Mission au contrôle général des armées au ministère de la Défense. De 1996 à 1997 il est Coordinateur adjoint de la Garde Nationale et Nomade du Tchad au ministère de l’intérieur. En 1997 il est Directeur de la coopération militaire au ministère de la Défense et de 2002 à 2003 il est Chef d’État-major particulier et Conseiller administratif et financier du ministre de la Défense.
En 2006 et 2007, au cours de la première guerre civile centrafricaine, il commande la FOMAC. Du 30 août 2011 au 28 septembre 2012, il commande la MICOPAX en République centrafricaine.
En 2013, le général Bikimo est nommé commandant en chef des « forces armées tchadiennes d'intervention au Mali » (FATIM),. Il commande les troupes tchadiennes lors de la bataille du Tigharghâr.
Du 9 décembre 2014 au 2 avril 2015, il est commandant par intérim de la force de la MINUSMA après avoir été l'adjoint du général Kazura,.
Le 14 juillet 2018, il est nommé chef d'état-major adjoint de la force militaire conjointe du G5 Sahel par le Tchad.

## Distinctions
- Mérite militaire à l’ordre du régiment (7 juin 1987)[1]
- Mérite militaire à l’ordre du régiment (1er décembre 1991)[1]
- Médaille commémorative de la force multinationale de la CEMAC en RCA (18 décembre 2006)[1]
- Chevalier de l'ordre national du Tchad (15 mars 2007)[1]
- Chevalier de l'ordre du Mérite centrafricain (24 mai 2007)[1]
- Commandeur de la médaille de reconnaissance de la CEMAC (12 octobre 2007)[1]
- Commandeur de la Médaille du conseil de Paix et de Sécurité de l’Afrique Centrale (24 septembre 2012)[1]
- Commandeur de l'ordre de la reconnaissance centrafricaine (28 septembre 2012)[1]
- Médaille commémorative de la CEDEAO[1]
- Médaille de la Croix du Mérite Militaire, avec Étoile de Merveille de la République française[1]